# Coupe d'Union soviétique de football 1947
Navigation
Édition 1946 Édition 1948
La Coupe d'Union soviétique 1947 est la 8e édition de la Coupe d'Union soviétique de football. Elle se déroule entre le 1er juin et le 21 juillet 1947.
La finale se joue le 21 juillet 1947 au stade Dynamo de Moscou et voit la victoire du Spartak Moscou, qui conserve son titre et remporte sa quatrième coupe nationale aux dépens du Torpedo Moscou.

## Format
Un total de 82 équipes participent à la compétition, incluant les treize participants à la première division 1947 à qui s'ajoutent la plupart des clubs prenant part à la deuxième division.
Le tournoi inclut dans un premier temps une phase préliminaire. Celle-ci consiste en plusieurs mini-tournois au sein des différents groupes de la deuxième division afin de déterminer pour chaque une équipe qualifiée pour la phase finale, pour un total de six en tout. La phase finale, qui concerne donc 19 équipes et voit l'entrée en lice des clubs de la première division, se divise en cinq tours allant du premier tour jusqu'à la finale.
Chaque confrontation prend la forme d'une rencontre unique jouée sur la pelouse d'une des deux équipes. En cas d'égalité à l'issue du temps réglementaire d'un match, une prolongation est jouée. Si celle-ci ne suffit pas à départager les deux équipes, le match est rejoué ultérieurement.

## Phase finale

### Premier tour
Les rencontres de ce tour sont jouées entre le 1er et le 2 juillet 1947.
| Date             | Locaux                         | Score    | Visiteurs               |
| ---------------- | ------------------------------ | -------- | ----------------------- |
| 1er juillet 1947 | Spartak Moscou (D1)            | 4 - 0    | (D2) Torpedo Gorki (ru) |
| 2 juillet 1947   | Krylia Sovetov Kouïbychev (D1) | 3 - 1 ap | (D2) Dinamo Alma-Ata    |
| 2 juillet 1947   | CDKA Moscou (D1)               | 5 - 0    | (D2) Dinamo Erevan      |

### Huitièmes de finale
Les rencontres de ce tour sont jouées entre le 3 et le 7 juillet 1947.
| Date           | Locaux                     | Score    | Visiteurs                      |
| -------------- | -------------------------- | -------- | ------------------------------ |
| 3 juillet 1947 | Torpedo Moscou (D1)        | 6 - 0    | (D2) VMS Moscou                |
| 3 juillet 1947 | Dinamo Vorochilovgrad (D2) | 3 - 3 ap | (D2) Dinamo Tcheliabinsk       |
| 4 juillet 1947 | Dinamo Vorochilovgrad (D2) | 5 - 2    | (D2) Dinamo Tcheliabinsk       |
| 4 juillet 1947 | Dinamo Tbilissi (D1)       | 1 - 0    | (D1) Dinamo Minsk              |
| 5 juillet 1947 | Dynamo Kiev (D1)           | 2 - 1    | (D1) Traktor Stalingrad        |
| 6 juillet 1947 | VVS Moscou (D1)            | 0 - 1    | (D1) Zénith Léningrad          |
| 6 juillet 1947 | CDKA Moscou (D1)           | 4 - 1    | (D1) Dynamo Moscou             |
| 7 juillet 1947 | Dinamo Léningrad (D1)      | 2 - 0    | (D1) Krylia Sovetov Moscou     |
| 7 juillet 1947 | Spartak Moscou (D1)        | 3 - 0    | (D1) Krylia Sovetov Kouïbychev |

### Quarts de finale
Les rencontres de ce tour sont jouées entre le 8 et le 11 juillet 1947.
| Date            | Locaux                | Score    | Visiteurs                  |
| --------------- | --------------------- | -------- | -------------------------- |
| 8 juillet 1947  | Torpedo Moscou (D1)   | 2 - 1 ap | (D1) Dinamo Tbilissi       |
| 9 juillet 1947  | CDKA Moscou (D1)      | 4 - 0    | (D2) Dinamo Vorochilovgrad |
| 10 juillet 1947 | Spartak Moscou (D1)   | 2 - 0    | (D1) Dynamo Kiev           |
| 11 juillet 1947 | Dinamo Léningrad (D1) | 1 - 0    | (D1) Zénith Léningrad      |

### Demi-finales
Les rencontres de ce tour sont jouées les 13 et 14 juillet 1947.
| Date            | Locaux              | Score | Visiteurs             |
| --------------- | ------------------- | ----- | --------------------- |
| 13 juillet 1947 | Torpedo Moscou (D1) | 1 - 0 | (D1) Dinamo Léningrad |
| 14 juillet 1947 | Spartak Moscou (D1) | 2 - 1 | (D1) CDKA Moscou      |

### Finale
| Titulaires :       |                            |
|                    |                            |
|                    | Alekseï Leontiev (ru)      |
|                    | Serafim Kholodkov (ru)     |
|                    | Anatoli Segline (ru)       |
|                    | Vassili Sokolov            |
|                    | Oleg Timakov (ru)          |
|                    | Konstantin Riazantsev (ru) |
|                    | Ivan Konov (ru)            |
|                    | Gueorgui Glazkov           |
|                    | Alekseï Sokolov (ru)       |
|                    | Nikolaï Dementiev (en)     |
|                    | Aleksandr Rystsov (ru)     |
|                    |                            |
| Entraîneur :       |                            |
| Albert Volrat (ru) |                            |

| Titulaires :  |                       |
|               |                       |
|               | Anatoli Akimov (en)   |
|               | Nikolaï Iline (ru)    |
|               | Nikolaï Ievseïev (ru) |
|               | Agustín Gómez Pagóla  |
|               | Anton Iakovlev (ru)   |
|               | Nikolaï Morozov       |
|               | Vassili Panfilov (ru) |
|               | Gueorgui Jarkov (en)  |
|               | Aleksandr Ponomariov  |
|               | Piotr Petrov (ru)     |
|               | Vassili Jarkov (ru)   |
|               |                       |
| Entraîneur :  |                       |
| Viktor Maslov |                       |

| Titulaires :       |                            |
|                    |                            |
|                    | Alekseï Leontiev (ru)      |
|                    | Serafim Kholodkov (ru)     |
|                    | Anatoli Segline (ru)       |
|                    | Vassili Sokolov            |
|                    | Oleg Timakov (ru)          |
|                    | Konstantin Riazantsev (ru) |
|                    | Ivan Konov (ru)            |
|                    | Gueorgui Glazkov           |
|                    | Alekseï Sokolov (ru)       |
|                    | Nikolaï Dementiev (en)     |
|                    | Aleksandr Rystsov (ru)     |
|                    |                            |
| Entraîneur :       |                            |
| Albert Volrat (ru) |                            |

| Titulaires :  |                       |
|               |                       |
|               | Anatoli Akimov (en)   |
|               | Nikolaï Iline (ru)    |
|               | Nikolaï Ievseïev (ru) |
|               | Agustín Gómez Pagóla  |
|               | Anton Iakovlev (ru)   |
|               | Nikolaï Morozov       |
|               | Vassili Panfilov (ru) |
|               | Gueorgui Jarkov (en)  |
|               | Aleksandr Ponomariov  |
|               | Piotr Petrov (ru)     |
|               | Vassili Jarkov (ru)   |
|               |                       |
| Entraîneur :  |                       |
| Viktor Maslov |                       |